# كونتيسة دي سيجور
الكونتيسة دي سيجور (الروسية: Сегюр, Софья Фёдоровsr) (1799 - 1874) أديبة روسية المولد فرنسية الثقافة، ورائدة قديرة في مجال أدب الأطفال.

## حياتها
وُلِدَتْ «صوفي فيودور روستوبتشينا» عام 1794م في روسيا، حيث كان والدها يملك إقطاعًا مساحته مائة وسبعة آلاف فدان، ويعمل بها أربعة آلاف قن. وتلقت صوفي تعليمها وَفقًا لما تقتضي ضرورات تعلُّم الطبقة الارستقراطية الروسية آنذاك؛ فعكفت على تعلُّم اللغات، حتى أتقنت خمس لغات بينها الفرنسية. وفي هذه البيئة نشأت صوفي ذات الأصول المغولية الأرستقراطية، وكان والدها «الكونت فيودور» جنرالًا في الجيش الروسي، وقد تولى وزارة الخارجية في عهد القيصر «بولس الأول»، وفي عام 1812م صار فيودور حاكمًا لموسكو حتى الغزو الفرنسي لروسيا، حيث حُكم عليه بالنفي؛ فغادرها عام 1814م إلى «دوقية وارسو» ثم إلى ألمانيا وإيطاليا، وأخيرًا استقر به المقام في فرنسا عام 1817م وأعلن تحوُّلَه إلى الكاثوليكية الرومانية، وأجبرت صوفي على اعتناق الكاثوليكية، ولم يكن قد تجاوز عمرها الثالثة عشرة عامًا.
في فرنسا، التقت صوفي زوجها «دي سيجور شاتو» — الذي حملت اسمه — وتزوَّجا عام 1819م، وأنجبت منه ثمانية أولاد، وقد فضَّلت صوفي العزلة والهدوء، في حين تمسَّك زوجها بالمدينة وما بها من مدنية، وأهملها زوجها وتركها تعاني الوحدة والصمت لفترات طويلة، كما كان دي سيجور ذا علاقات نسائية متعددة؛ مما جعلها عرضة للإصابة بالأمراض التناسلية، كل تلك الأحداث ساهمت في أن تصنع من صوفي شخصية مضطربة متقلبة المزاج.
بدأت دي سيجور مسيرتها الأدبية عندما بلغت ثمانية وخمسين عامًا، وكانت عزلتها وبُعدها عن زوجها قد منحاها الوقت الكافي لتبدع في رواياتها، وقد أنتجت في الفترة (1857–1869) عشرين رواية، منها: «خواطر حمار»، وكانت روايتها «مصاعب الطفلة صوفي» تناقش ما تعرضت له دي سيجور من محن ومآسي في طفولتها.

## وفاتها
توفيت دي سيجور عام 1874م، تاركةً وراءها الكثير من الروايات التي ما زالت تحظي بقبول واسع بين الكبار والصغار.

## روابط خارجية
- كونتيسة دي سيجور على موقع الموسوعة البريطانية (الإنجليزية)